# Fernsehturm Zagreb
Der Fernsehturm Zagreb ist ein 169 Meter hoher, in Stahlbetonbauweise ausgeführter Fernsehturm auf dem 1035 Meter hohen Berg Sljeme. Er wird von der Odašiljači i veze d.o.o., einer Tochtergesellschaft der kroatischen Rundfunkanstalt Hrvatska radiotelevizija und der Telekommunikationsgesellschaft T-Hrvatski Telekom betrieben. Der Turm selbst ist 92 Meter hoch, mit der aufgesetzten 77 Meter hohen Antenne beträgt die Gesamthöhe 169 Meter.

## Geschichte
Der Turm wurde von 1973 bis 1976 gebaut und am 15. Mai 1976 offiziell eingeweiht. Der Turm ist seit Frühjahr 2023 auch für die Öffentlichkeit zugängig. Mit einem Aufzug kann die Aussichtsplattform in 86 Metern Höhe, sowie ein Café mit 360° Rundum Blick, erreicht werden. Diese Plattform sollte eine frühere hölzerne Aussichtswarte ersetzen, die 1870 am höchsten Gipfel des Zagreber Bärenberg-Massivs errichtet wurde. Am 16. September 1991 wurde der Fernsehturm Zagreb während des Kroatienkriegs von der Jugoslawischen Volksarmee durch einen Lenkflugkörper beschädigt, was zum Ausfall des Sendebetriebs führte. Einige Jahre später wurde die Sendeanlage wieder in Betrieb genommen.

## Andere Sendetürme in der Nähe

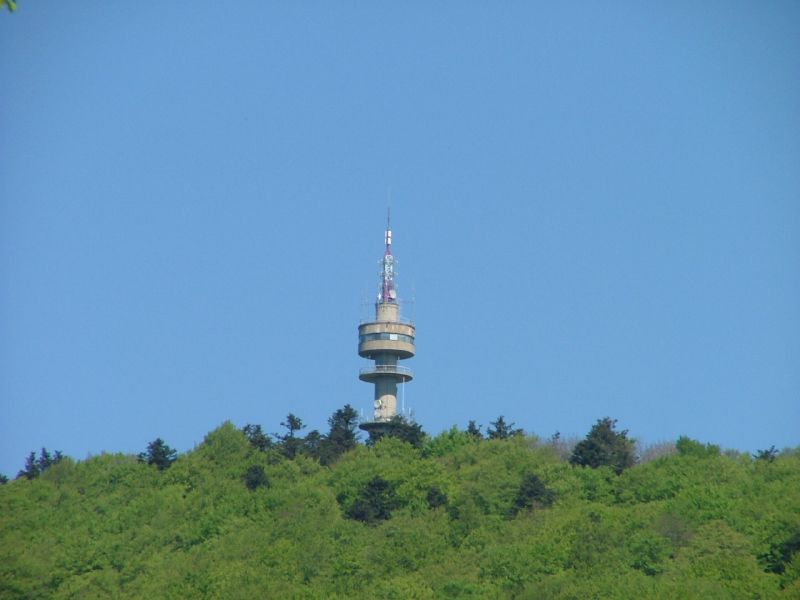
Der kleinere Sendeturm

Etwa 1 Kilometer östlich des Fernsehturms Zagreb befindet sich bei 45°54'5" N 15°57'28" O noch ein ähnlich anmutender, kleinerer Sendeturm aus Stahlbeton, dieser wird hauptsächlich für Mobilfunkanwendungen, Richtfunk und als Backup genutzt.
Auf halber Strecke zum Fernsehturm, auf dem Hügel Tusti Vrh bei 45°52'38.7"N 15°57'55.4"E in Höhe von 648 Meter steht eine weitere Kommunikationsstation mit zwei Antennenmasten die für den Mobilfunk und die Ausstrahlung des MUX L1 Kanal 22 für die Sender Laudato TV HD und Trend TV HD mit 5 kW ERP in horizontaler Polarisation dient.

## Frequenzen und Programme

### Analoger Hörfunk (UKW)
Folgende Hörfunkprogramme werden vom Fernsehturm Zagreb auf UKW abgestrahlt:
| Frequenz (MHz) | Programm                 | RDS PS   | RDS PI | Regionalisierung | ERP (kW) | Antennendiagramm rund (ND)/gerichtet (D) | Polarisation horizontal (H)/vertikal (V) |
| -------------- | ------------------------ | -------- | ------ | ---------------- | -------- | ---------------------------------------- | ---------------------------------------- |
| 88,1           | Radio Sljeme             | HRT-SLJE | C31C   | –                | 5        | D (40–320°)                              | H/V                                      |
| 89,7           | Antena Zagreb            | _ANTENA_ | C30D   | –                | 4,68     | D                                        | H/V                                      |
| 92,1           | Hrvatski Radio 1         | HRT-HR_1 | C201   | –                | 120      | ND                                       | H/V                                      |
| 98,5           | Hrvatski Radio 2         | HRT-HR_2 | C202   | –                | 120      | ND                                       | H/V                                      |
| 101,0          | TopRadio                 | TopRadio | C30E   | –                | 120      | ND                                       | H/V                                      |
| 103,5          | Hrvatski Katolički Radio | _+_HKR_+ | C204   | –                | 120      | ND                                       | H/V                                      |

Auf der Frequenz 101,0 MHz wurde früher das Programm Hrvatski Radio 3 verbreitet, bis sie an den Privatsender Radio 101 ging, welcher 2021 zu TopRadio wurde.

### Digitales Fernsehen (DVB-T2)
| Kanal | Frequenz (MHz) | Multiplex | Programme im Multiplex | ERP (kW) | Antennendiagramm rund (ND)/gerichtet (D) | Polarisation horizontal (H)/ vertikal (V) | Modulations- verfahren | FEC | Guard- intervall | Bitrate (MBit/s) |
| ----- | -------------- | --------- | --- | -------- | ---------------------------------------- | ----------------------------------------- | ---------------------- | --- | ---------------- | ---------------- |
| 25    | 506            | MUX M1    | - HTV1 HD - HTV2 HD - RTL HD - NOVA TV HD - HRT3 HD - HRT4 HD - RTL 2 HD - Doma TV HD | 100      | D (100°-360°) (suppression 10°-90°/7 dB) | M                                         | 256-QAM (32K OFDM)     | 2/3 | 19/256           | 36,520           |
| 28    | 530            | EVOtv     | - EVOtv info - EVOtv portal - N1 - Al Jazeera Balkans - CNN - National Geographic - NatGeo Wild - Viasat Explore - Viasat History - Epic Drama - Doku TV HD - Viasat Nature HD - HBO HD - HBO2 HD - HBO3 HD - Cinemax - Cinemax 2 - Klasik TV - TV1000 - AXN - Movie Generation - Comedy Central Extra - Kino TV - Cinestar TV - FOX - FOX Life - M1 FILM - M1 GOLD - Test                           | 50       | ND                                       | H                                         | 256-QAM (32K OFDM)     | 2/3 | 19/256           | 36,520           |
| 40    | 626            | MUX M2    | - Sportska televizija HD - RTL KOCKICA HD - CMC HD - JABUKA TV HD - MrezaZG HD - Z1 HD | 100      | D (100°-360°) (suppression 10°-90°/7 dB) | M                                         | 256-QAM (32K OFDM)     | 2/3 | 19/256           | 36,520           |
| 53    | 730            | EVOtv     | - Da Vinci - Laudato TV - CineStar TV Premiere 1 HD - CineStar TV Premiere 2 HD - CineStar TV Action and Thriller - CineStar TV Fantasy - Fox Crime - Fox Movies - Disney Channel - Baby TV - Boomerang - Cartoon Network - Nickelodeon - Nick Jr. - SK1 - SK2 - SK3 - Lov i Ribolov - HNTV - Arenasport 1 - Arenasport 2 - 24Kitchen - MTV - VH1 - DM Sat - Jugoton - HAYAT PLUS - HAYAT TV - Vivid | 50       | ND                                       | H                                         | 256-QAM (32K OFDM)     | 2/3 | 19/256           | 36,520           |

### Analoges Fernsehen (PAL)
Vor der Umstellung auf DVB-T diente der Sendestandort weiterhin für analoges Fernsehen:
| Kanal | Frequenz (MHz) | Programm       | ERP (kW) | Sendediagramm rund (ND)/ gerichtet (D) | Polarisation horizontal (H)/ vertikal (V) |
| ----- | -------------- | -------------- | -------- | -------------------------------------- | ----------------------------------------- |
| 9     | 199,25         | HRT 1          | 100      | ND                                     | H                                         |
| 25    | 503,25         | RTL Televizija | 1000     | ND                                     | H                                         |
| 28    | 527,25         | HRT 2          | 1000     | ND                                     | H                                         |
| 68    | 847,25         | Nova TV        |          |                                        |                                           |